# Wolfsbane
Wolfsbane je anglická heavy metalová/hard rocková kapela, aktivní v letech 1984 až 1994 a 2007 až po současnost. Ve skupině vystupuje zpěvák Blaze Bayley, který se v letech 1994 až 1999 přidal k Iron Maiden.

## Biografie

### Kariéra (1984–1994)
Wolfsbane vznikli v roce 1984 v anglickém Tamworthu. Podepsali smlouvu u nahrávací společnosti Def American a jejich první album Live Fast, Die Fast produkoval Rick Rubin. Vyšlo roku 1989.
Předtím ještě vydali debutové EP. Deska Wasted but Dangerous obsahovala také skladbu "Loco", jež se objevila na prvním dlouhohrajícím albu skupiny. Nahráli ji ve studiu Square Dance v Derby a hudebně se projevují v syrové, mladické podobě.
Kapela předskakovala Iron Maiden při turné No Prayer on the Road ve Velké Británii v roce 1990. Téhož roku vyšla druhá nahrávka Wolfsbane, EP s názvem All Hell's Breaking Loose Down at Little Kathy Wilson's Place. Druhé studiové album kapely se na pultech objevilo v roce 1991 a jmenovalo se Down Fall the Good Guys. Do UK Singles Chart se zapsali pouze jedním singlem, písní "Ezy", který se v žebříčku umístil na 68. pozici.
Jako anglická kapela, která podepsala smlouvu s americkou nahrávací společností, to neměli lehké. Def American přestala o Wolfsbane jevit zájem, jelikož nahrávky kapely se neprodávaly dobře, a rozvázala s nimi smlouvu. Přesto byla kapela v roce 1993 označena za nejlepší skupinu bez nahrávací společnosti. Téhož roku vydali Wolfsbane album Massive Noise Injection u labelu Bronze Records.
Třetí studiová nahrávka, album nazvané Wolfsbane, vyšla v roce 1994 opět u Bronze Records. Album bývá považováno za nejlepší desku kapely. Když však Bruce Dickinson opustil řady Iron Maiden, na jeho místo nastoupil zpěvák Wolfsbane Blaze Bayley. Později téhož roku pak Bayley z Wolfsbane odešel. Kapela se následně rozpadla.

### Po rozpadu (1994–2007)
Zbývající členové Wolfsbane, Jason Edwards, Jeff Hately, a Steve 'Danger' Ellett založili v roce 1995 skupinu Stretch spolu s Jez Spencerem. Vydali mini album s šesti písněmi World of Stretch.

### Reunion (2007–současnost)
9. září 2007 se Wolfsbane dali znovu dohromady, aby uskutečnili krátké vystoupení v rámci festivalu Rock of Ages v Tamworthu. Následovalo první turné po třinácti letech po Velké Británii a v prosinci 2007 pětkrát předskakovali skupině The Wildhearts. Další turné přišlo na řadu v prosinci 2009, kdy byli předkapelou The Quireboys během turné 'A Little Bit of What You Fancy 20th Anniversary Tour'.
Jason Edwards v současnosti pracuje jako hudební producent. Produkoval například album The Wildhearts a novinku Blaze Bayleyho. Je také jedním ze tří kytaristů projektu Ginger & The Sonic Circus (který založil Ginger, textař a zpěvák The Wildhearts).

## Členové
- Blaze Bayley – Zpěv
- Jason Edwards – kytara
- Jeff Hateley – baskytara
- Steve "Danger" Ellett – bicí

## Diskografie

### Studiová alba
- Live Fast, Die Fast (1989)
- Down Fall the Good Guys (1991)
- Wolfsbane (1994)
- Wolfsbane Save the World (2012)

### Koncertní alba
- In Bed with Wolfsbane (1991)
- Massive Noise Injection (1993)

### Výběry
- Lifestyles of the Broke and Obscure (2001)
- Howling Mad Shitheads (The Best of Wolfsbane) (2009)

### EP
- All Hell's Breaking Loose Down at Little Kathy Wilson's Place (1990)

### Dema
- Wolfsbane (1985)
- Dancin' Dirty (1987)